# Réservoir Laforge 1
Pour les articles homonymes, voir Laforge.
Le réservoir Laforge 1 est un vaste plan d'eau douce de la municipalité de Eeyou Istchee Baie-James (municipalité), de la région administrative Nord-du-Québec, au Québec, au Canada.

## Géographie
D'une superficie de 1 288 kilomètres carrés, ce réservoir d'eau comporte un niveau maximal normal de 439 m. Il constitue une réserve utile de 6 857 hm cubes. Ce réservoir fait partie du développement de la phase deux du Complexe La Grande à la baie James.
La forme de ce plan d'eau s'avère complexe compte tenu d'un grand nombre d'îles, de baies, de presqu'îles, de pointes et d'affluents. Ce réservoir est entouré par les principaux lacs notamment : Vincelotte, Anamapiskach, Amichapiskach, "des Œufs", Upischakunanis, Roz, Namas, Choret, Vaulezar, Robutel, Mukash, Petagumksun, Vinet, Kawapit, Istre et Jobert.
À partir du barrage Laforge 1, la rivière Laforge s'écoule vers l'ouest pour aller traverser le lac Anamapiskach. Puis l'eau descend jusqu'au Réservoir LG4.

## Toponymie
Le toponyme Réservoir Laforge 1 est dérivé de l'appellation de la rivière. Ce toponyme qui a été officialisé par la Commission de géographie en 1963, évoque l'œuvre de vie de Michel Laforge, abbé en Nouvelle-France au début du XVIIIe siècle.
Le toponyme Réservoir Laforge 1 a été officialisé le 11 avril 2001 à la Banque des noms de lieux de la Commission de toponymie du Québec.